# Вежаю (приток Вычегды)
Вежаю (устар. Вожа-Ю) — река в России, течёт по территории городского округа Ухта и Усть-Куломского района Республики Коми. Устье реки находится в 1031 км по правому берегу Вычегды. Длина реки составляет 43 км. В 18 км от устья по левому берегу впадает река Войвож.

## Данные водного реестра
По данным государственного водного реестра России относится к Двинско-Печорскому бассейновому округу, водохозяйственный участок реки — Вычегда от истока до города Сыктывкар, речной подбассейн реки — Вычегда. Речной бассейн реки — Северная Двина.
Код объекта в государственном водном реестре — 03020200112103000013636.